# .technology
.technology est un domaine Internet de premier niveau générique non-restreint.
Ce domaine est destiné aux organisations reliées à la technologie (appelée technology en anglais), mais il est ouvert à tous sans restrictions.

## Statistiques d'usage
En janvier 2025, environ 33 200 domaines utilisent l'extension .technology.